# Galgameth – Das Ungeheuer des Prinzen
Galgameth – Das Ungeheuer des Prinzen ist ein amerikanischer Fantasy-Kinderfilm des Produzenten und Schauspieler Sean McNamara aus dem Jahr 1996. Zur Besetzung gehören unter anderem Devin Neil Oatway, Johna Stewart und Stephen Macht. Das Drehbuch des Films wurde von Sang-ok Shin geschrieben und ist ein loses Remake seines 1985 von Godzilla inspirierten Films Pulgasari.

## Handlung
Im  Film geht es um den Sturz des Königs Henryk und seinem Sohn Davin, die friedvoll über das mittelalterliche Königreich Donnegold herrschen. Der schwarze Ritter des Königs El El vergiftet Henryk und schafft es, das Volk gegen Davin aufzubringen. Als der König im Sterben liegt, schenkt Henryk seinem Sohn eine kleine schwarze Statue einer Kreatur. Er sagt dem Prinz, dass sein Name „Galgameth“ laute, und ist laut einer Legende ein Familienwächter. Davin nimmt es und während er fort ist, um seinen Vater zu trauern, zersplittert El El die Figur und übernimmt das Kommando. Davin erhält die zerbrochene Statue von einer Magd und schreit. Am nächsten Morgen stellt er fest, dass die Statue zu einer lebenden Kreatur geworden ist, die er „Galgy“ nennt. Durch die Tränen des Prinzen zum Leben erweckt, wird Galgameth zu seinem Freund und Vormund, als er von El El verfolgt wird und sich in der Gesellschaft von verärgerten Bauern befindet, die einen Aufstand planen, um den Mann zu stürzen, von dem sie glauben, dass er die Ursache all ihrer Schwierigkeiten ist. Davin merkt, dass Galgameth über den Verzehr von Metall wächst und dadurch stärker wird. Davin gelingt es schließlich, das Volk für sich zu gewinnen und ist auf der Jagd nach El El, welcher schließlich versucht übers Meer zu flüchten. Der riesig gewordene Galgameth versucht, das Schiff von El El aufzuhalten. Durch die Reaktion des Salzwassers wird zwar Galgameth tödlich verletzt, schafft es schließlich das Schiff zu zerstören. Als El El die Küste erreicht, wird er letzten Endes in Gewahrsam genommen. In der Schlusssequenz sieht man die ursprüngliche Form von Galgameth, welche Henryk seinem Sohn Davin zu Beginn des Films übergab, am Strand.

## Produktion und Veröffentlichung
Als Drehorte wurde unter anderem in Bukarest und Zărnești (Rumänien) gedreht.
Am 18. November 1996 erschien der Film in Spanien, gefolgt vom Release am 21. November in Japan. Sein ursprünglicher rumänischer Titel war Galgameth und hatte unterschiedliche Titel, abhängig vom Land und der Sprache der späteren Veröffentlichungen. In Deutschland wurde es als Galgameth – Das Ungeheuer des Prinzen veröffentlicht. In Spanien war der Titel des Videos als La leyenda de Galgameth und der Titel der Fernsehveröffentlichung war Galgameth - El guerrero invencible. In Frankreich wurde es als Galgameth: L’apprenti Dragon veröffentlicht. Zu den englischen Release-Titeln gehörten sowohl The Legend of Galgameth als auch die späteren The Adventures of Galgameth, die am 29. Juli 1997 von Trimark Home Video veröffentlicht wurden.